# Campeonato Mundial de Xadrez de 2013
O match pelo Campeonato Mundial de Xadrez de 2013 entre o campeão mundial Viswanathan Anand e o desafiante Magnus Carlsen ocorreu em Chennai, Índia, entre 9 e 26 de novembro de 2013. Magnus Carlsen venceu o confronto, tornando-se o novo campeão mundial.

## Torneio de Candidatos de 2013
O desafiante do campeão mundial foi determinado pelo Torneio de Candidatos, realizado entre 14 de março e 1ª de abril de 2013 em Londres. A competição foi disputada em um sistema de todos contra todos, em duas voltas, com cada jogador enfrentando seu adversários duas vezes, uma com as peças brancas, a outra com as pretas. O vitorioso foi Magnus Carlsen, que terminou empatado em pontos com Vladimir Kramnik, mas obteve maior número de vitórias, que era o primeiro critério de desempate.O critério da escolha dos oito participantes foi:
- O perdedor do match pelo Campeonato Mundial de Xadrez de 2012 Boris Gelfand (ISR);
- Os três primeiros colocados na Copa do Mundo de Xadrez de 2011: Peter Svidler (RUS), Alexander Grischuk (RUS) e Vassily Ivanchuk (UCR);
- Os três jogadores com maior rating Elo (na lista entre julho de 2011 e janeiro 2012 da FIDE): Magnus Carlsen (NOR), Levon Aronian (ARM), Vladimir Kramnik (RUS);
- Uma convidado pela organização do Torneio: Teimour Radjabov (AZE)

| N° | Jogador            | Rating | 1   | 2   | 3   | 4   | 5   | 6   | 7   | 8   | Total |
| -- | ------------------ | ------ | --- | --- | --- | --- | --- | --- | --- | --- | ----- |
| 1  | Magnus Carlsen     | 2872   | --  | ½ ½ | ½ ½ | 1 0 | 1 1 | 1 ½ | ½ 0 | ½ 1 | 8½    |
| 2  | Vladimir Kramnik   | 2810   | ½ ½ | --  | ½ 1 | ½ 1 | ½ ½ | ½ 1 | ½ 0 | ½ 1 | 8½    |
| 3  | Levon Aronian      | 2809   | ½ ½ | ½ 0 | --  | ½ 0 | 1 0 | ½ ½ | 1 1 | 1 1 | 8     |
| 4  | Peter Svidler      | 2747   | 0 1 | ½ 0 | ½ 1 | --  | ½ ½ | ½ ½ | ½ 1 | 1 ½ | 8     |
| 5  | Boris Gelfand      | 2740   | 0 0 | ½ ½ | 0 1 | ½ ½ | --  | ½ ½ | ½ ½ | ½1  | 6½    |
| 6  | Alexander Grischuk | 2764   | 0 ½ | ½ 0 | ½ ½ | ½ ½ | ½ ½ | --  | ½ 1 | ½ ½ | 6½    |
| 7  | Vassily Ivanchuk   | 2757   | ½ 1 | ½ 1 | 0 0 | ½ 0 | ½ ½ | ½ 0 | --  | 0 1 | 6     |
| 8  | Teimour Radjabov   | 2793   | ½ 0 | ½ 0 | 0 0 | 0 ½ | ½ 0 | ½ ½ | 1 0 | --  | 4     |

### Match pelo título
O match entre Anand e Carlsen ocorreu no hotel Hyatt Regency em Chennai, Índia, de 9 a 23 de novembro de 2013. O campeão seria o que marcasse mais pontos em uma melhor de 12 partidas. Se o encontro terminasse empatado na 12ª partida, partidas desempate seriam disputadas. Entretanto, Carlsen obteve a pontuação vencedora de 6,5 pontos já na décima partida, sagrando-se o novo campeão mundial de xadrez. A bolsa de premiação da competição foi de 2 milhões e 650 mil euros.
O controle de tempo foi de duas horas para os primeiros 40 lances, mais uma hora até o lance 60, e 15 minutos para o restante da partida, com um incremento de 30 segundos por lance a partir do lance 61.
| Jogador           | Rating | 1 | 2 | 3 | 4 | 5 | 6 | 7 | 8 | 9 | 10 | Total |
| ----------------- | ------ | - | - | - | - | - | - | - | - | - | -- | ----- |
| Viswanathan Anand | 2775   | ½ | ½ | ½ | ½ | 0 | 0 | ½ | ½ | 0 | ½  | 3½    |
| Magnus Carlsen    | 2862   | ½ | ½ | ½ | ½ | 1 | 1 | ½ | ½ | 1 | ½  | 6½    |